# Montrozier
Pour l’article ayant un titre homophone, voir Montrosier.
Montrozier [mɔ̃ʁozje], ou localement Gages-Montrozier, est une commune française située dans le département de l'Aveyron, en région Occitanie.
Le patrimoine architectural de la commune comprend deux  immeubles protégés au titre des monuments historiques : le pont sur l'Aveyron, inscrit en 1944, et le château, inscrit en 1976.

## Géographie

### Localisation
La mairie est à Gages.

### Communes limitrophes
Les communes limitrophes sont  Agen-d'Aveyron, Bertholène, Bozouls, La Loubière, Le Vibal et Sébazac-Concourès.

### Lieux-dits et écarts

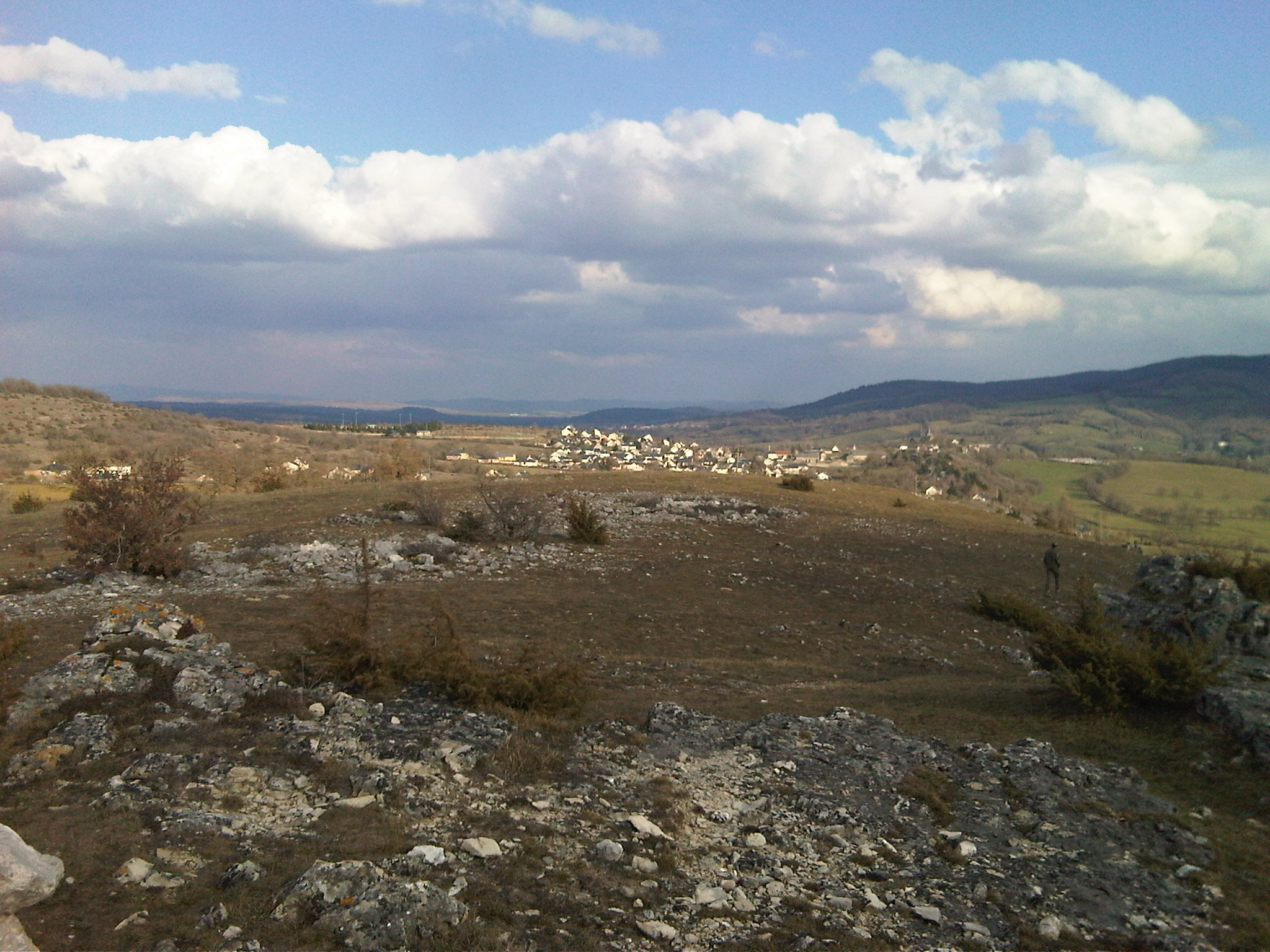
Gages.

Gages, Zénières, Le Sarrois, Montagnac, Trébosc, Grioudas, Causse Comtal.

### Hydrographie

#### Réseau hydrographique

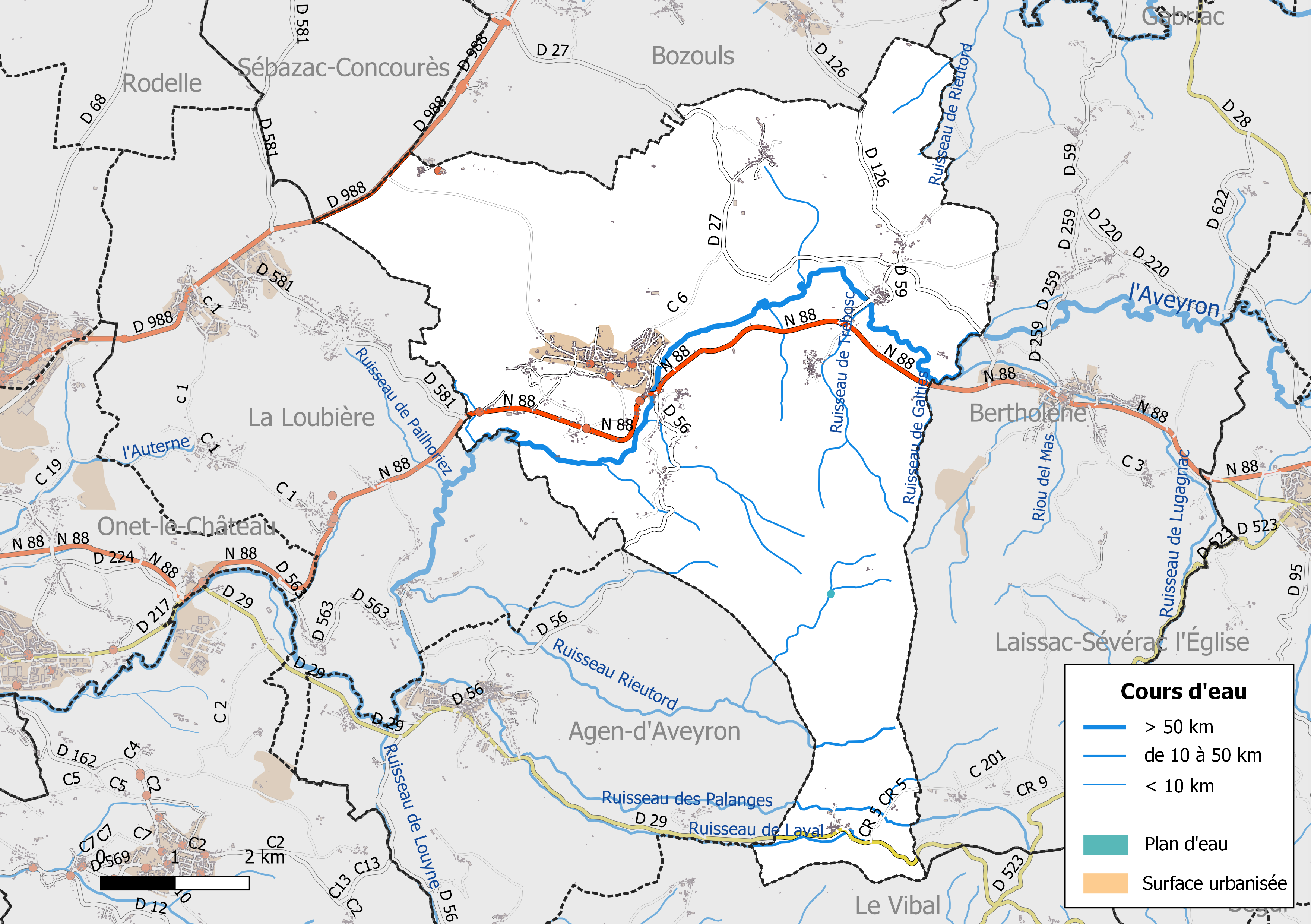
Réseaux hydrographique et routier de Montrozier.

La commune est drainée par l'Aveyron, le ruisseau de Laval, le ruisseau des Palanges, le ruisseau Rieutord, le ruisseau de Giberguette, le ruisseau de Mas Berthier, le ruisseau des Plaines, le ruisseau de Trébosc et par divers petits cours d'eau.
L'Aveyron, d'une longueur totale de 290,6 km, prend sa source dans la commune de Sévérac d'Aveyron et se jette  dans le Tarn à Barry-d'Islemade, après avoir arrosé 60 communes.

#### Gestion des cours d'eau
Afin d'atteindre le bon état des eaux imposé par la Directive-cadre sur l'eau du 23 octobre 2000, plusieurs outils de gestion intégrée s’articulent à différentes échelles pour définir et mettre en œuvre un programme d’actions de réhabilitation et de gestion des milieux aquatiques : le SDAGE (Schéma directeur d'aménagement et de gestion des eaux), à l’échelle du bassin hydrographique, et le SAGE (Schéma d'aménagement et de gestion des eaux), à l’échelle locale. Ce dernier fixe les objectifs généraux d’utilisation, de mise en valeur et de protection quantitative et qualitative des ressources en eau superficielle et souterraine. Trois SAGE sont mis en oeuvre dans le département de l'Aveyron.
La commune fait partie du SAGE du bassin versant du Viaur, approuvé le 28 mars 2018, au sein du SDAGE Adour-Garonne. Le périmètre de ce SAGE couvre 89 communes, sur trois départements (Aveyron, Tarn et Tarn-et-Garonne),. Le pilotage et l’animation du SAGE sont assurés par l’établissement public d'aménagement et de gestion des eaux (EPAGE) du bassin du Viaur, une structure qui regroupe les établissements publics de coopération intercommunale à fiscalité propre (EPCI-FP) dont le territoire est inclus (en totalité ou partiellement) dans le bassin hydrographique du Viaur et les structures gestionnaires de l’alimentation en eau potable des populations et qui disposent d’une ressource sur le bassin versant du Viaur. Il correspond à l’ancien syndicat mixte du Bassin versant du Viaur,.

### Climat
Pour des articles plus généraux, voir Climat de l'Occitanie et Climat de l'Aveyron.
En 2010, le climat de la commune est de type climat océanique altéré, selon une étude s'appuyant sur une série de données couvrant la période 1971-2000. En 2020, Météo-France publie une typologie des climats de la France métropolitaine dans laquelle la commune est exposée à un climat de montagne et est dans la région climatique Sud-est du Massif Central, caractérisée par une pluviométrie annuelle de 1 000 à 1 500 mm, minimale en été, maximale en automne.
Pour la période 1971-2000, la température annuelle moyenne est de 10,8 °C, avec une amplitude thermique annuelle de 15,9 °C. Le cumul annuel moyen de précipitations est de 1 116 mm, avec 11,1 jours de précipitations en janvier et 6,8 jours en juillet. Pour la période 1991-2020, la température moyenne annuelle observée sur la station météorologique la plus proche, située sur la commune de Flavin à 14 km à vol d'oiseau, est de 11,0 °C et le cumul annuel moyen de précipitations est de 902,2 mm,. Pour l'avenir, les paramètres climatiques de la commune estimés pour 2050 selon différents scénarios d'émission de gaz à effet de serre sont consultables sur un site dédié publié par Météo-France en novembre 2022.

### Milieux naturels et biodiversité

#### Sites Natura 2000

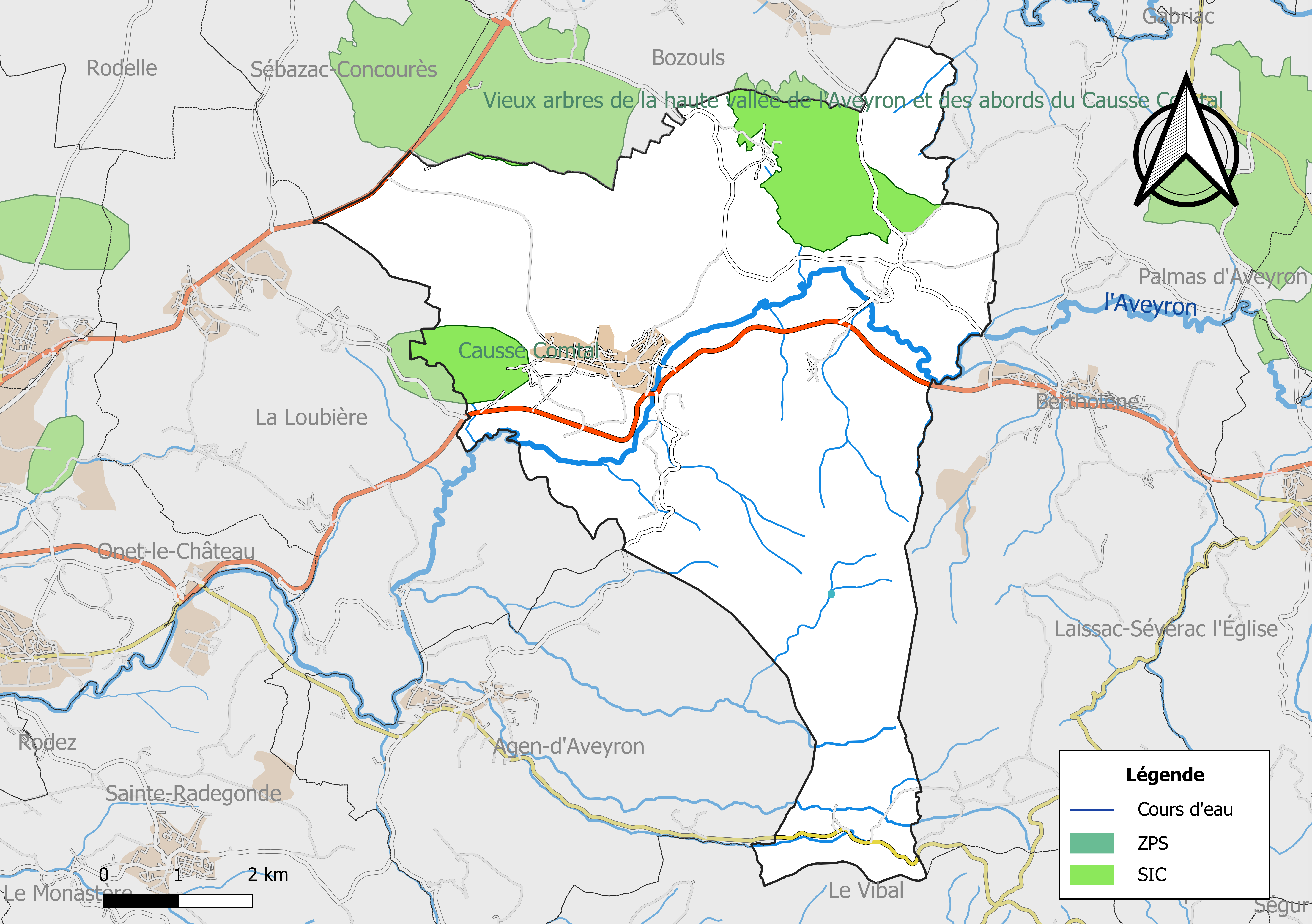
Sites Natura 2000 sur le territoire communal.

Le réseau Natura 2000 est un réseau écologique européen de sites naturels d’intérêt écologique élaboré à partir des Directives « Habitats » et « Oiseaux ». Ce réseau est constitué de Zones spéciales de conservation (ZSC) et de Zones de protection spéciale (ZPS). Dans les zones de ce réseau, les États Membres s'engagent à maintenir dans un état de conservation favorable les types d'habitats et d'espèces concernés, par le biais de mesures réglementaires, administratives ou contractuelles.
Deux sites Natura 2000 ont été définis sur la commune au titre de la « directive Habitats » : 
- Le « Causse Comtal », d'une superficie de 379 ha, est un site éclaté au sein d'un vaste plateau calcaire ou dolomitique avec réseau karstique, gouffres et grottes. Les pelouses et les fourrés sont généralement en mosaïque[17];
- Les « Vieux arbres de la haute vallée de l'Aveyron et des abords du Causse Comtal », d'une superficie de 1 630 ha, est un secteur à très large dominance bocagère comprenant un réseau dense de haies et de bosquets riches en vieux arbres, riche par la présence de nombreux coléoptères dont Osmoderma eremita, de loin la plus grosse population connue en Midi-Pyrénées[18]..

#### Zones naturelles d'intérêt écologique, faunistique et floristique
L'inventaire des zones naturelles d'intérêt écologique, faunistique et floristique (ZNIEFF) a pour objectif de réaliser une couverture des zones les plus intéressantes sur le plan écologique, essentiellement dans la perspective d’améliorer la connaissance du patrimoine naturel national et de fournir aux différents décideurs un outil d’aide à la prise en compte de l’environnement dans l’aménagement du territoire.
Le territoire communal de Montrozier comprend quatre ZNIEFF de type 1, : 
- l'« Agrosystème de Grioudas » (335,4 ha), couvrant 2 communes du département[20] ;
- le « Causse Comtal, bois de Vaysettes et de la Cayrousse » (1 796 ha), couvrant 4 communes du département[21] ;
- la « Rivière Aveyron » (3 500 ha), couvrant 63 communes dont 38 dans l'Aveyron, 5 dans le Tarn et 20 dans le Tarn-et-Garonne[22] ;
- les « Zones humides de la Forêt des Palanges » (74,2 ha), couvrant 4 communes du département[23] ;

et deux ZNIEFF de type 2, : 
- le « Causse comtal » (13 496 ha), qui s'étend sur 9 communes de l'Aveyron[24] ;
- la « Vallée de l'Aveyron » (14 644 ha), qui s'étend sur 68 communes dont 41 dans l'Aveyron, 5 dans le Tarn et 22 dans le Tarn-et-Garonne[25].

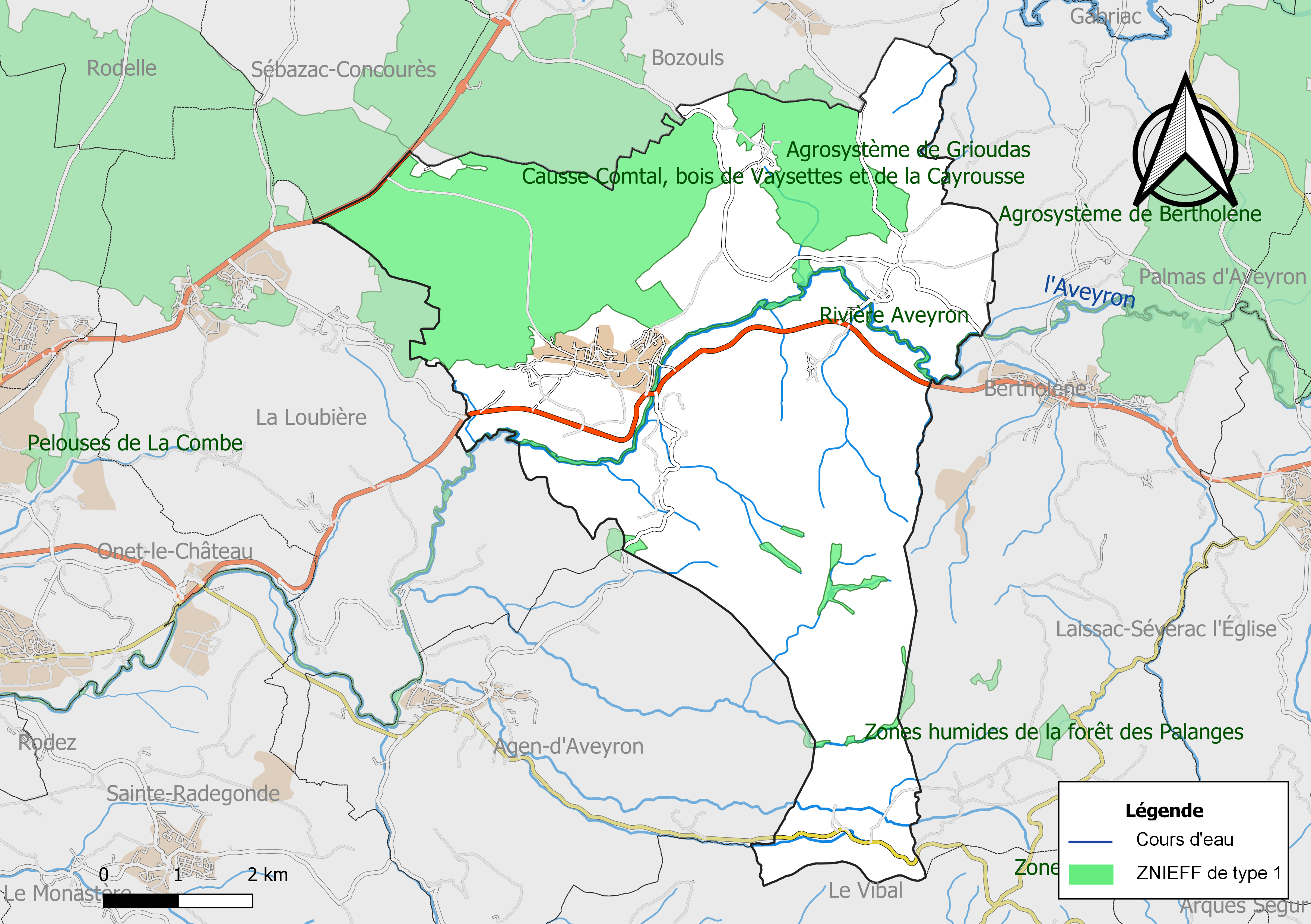
Carte des ZNIEFF de type 1 de la commune.
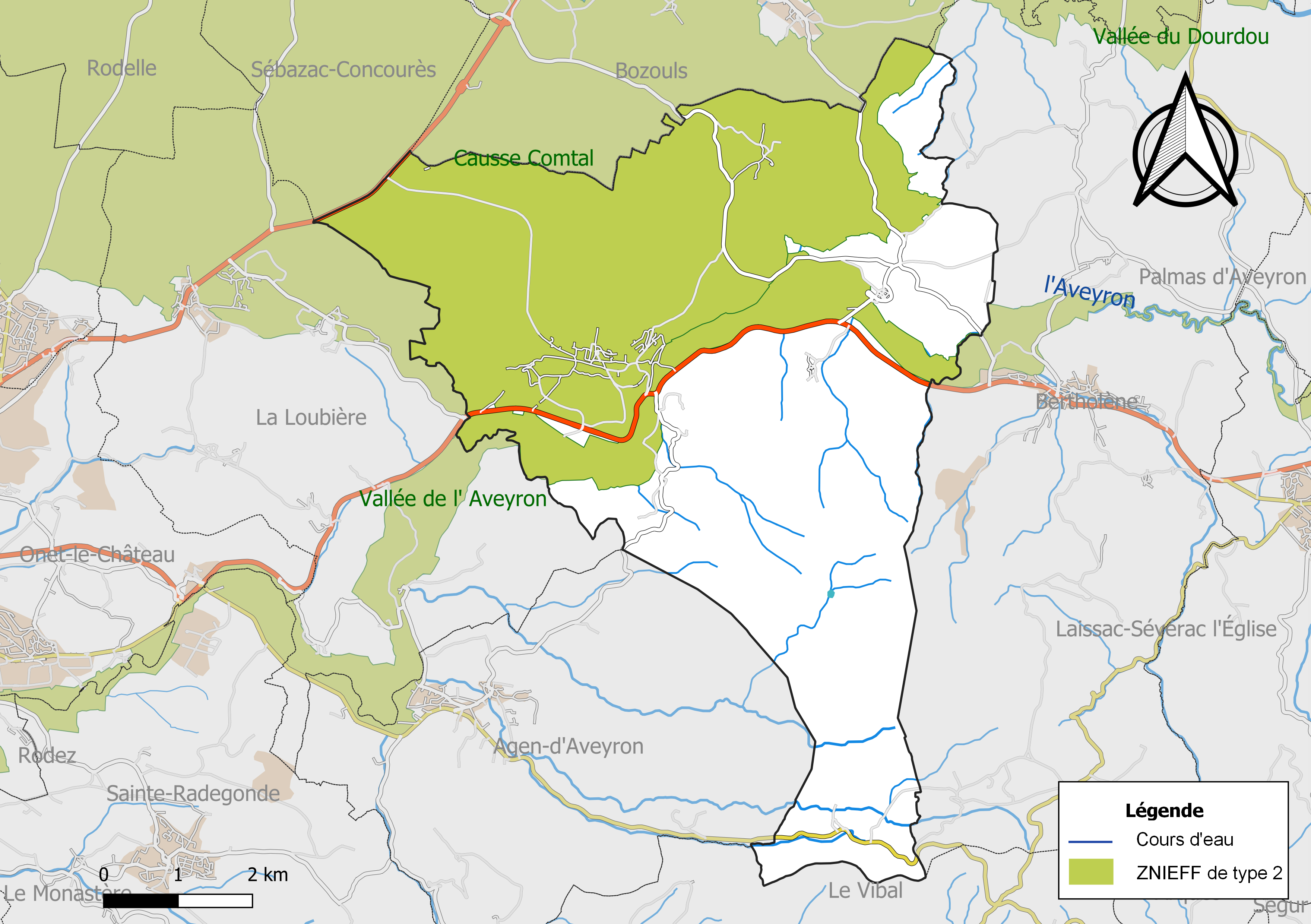
Carte des ZNIEFF de type 2 de la commune.

## Urbanisme

### Typologie
Au 1er janvier 2024, Montrozier est catégorisée bourg rural, selon la nouvelle grille communale de densité à 7 niveaux définie par l'Insee en 2022.
Elle est située hors unité urbaine. Par ailleurs la commune fait partie de l'aire d'attraction de Rodez, dont elle est une commune de la couronne,. Cette aire, qui regroupe 68 communes, est catégorisée dans les aires de 50 000 à moins de 200 000 habitants,.

### Occupation des sols

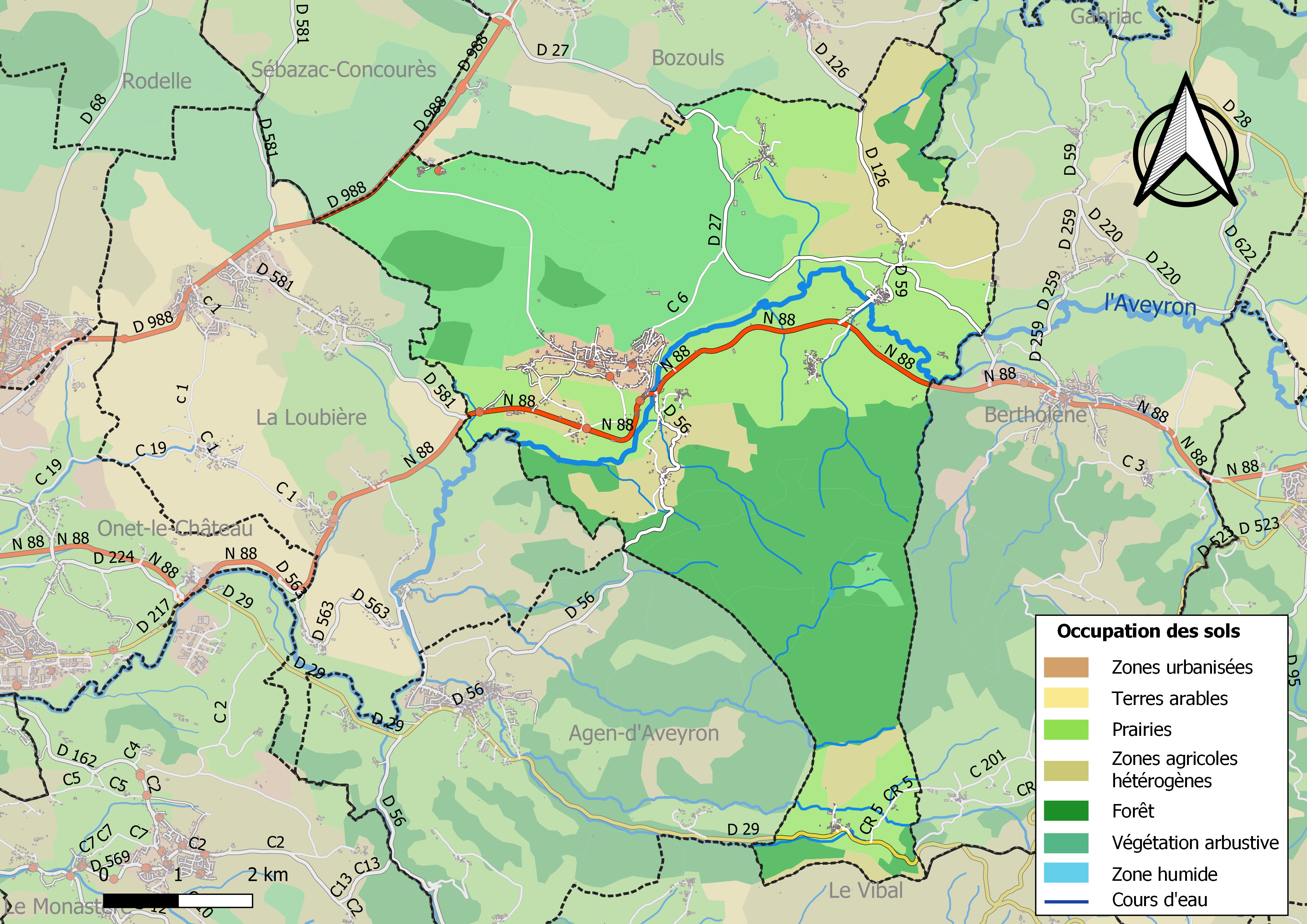
Infrastructures et occupation des sols de la commune de Montrozier.

L'occupation des sols de la commune, telle qu'elle ressort de la base de données européenne d’occupation biophysique des sols Corine Land Cover (CLC), est marquée par l'importance des forêts et milieux semi-naturels (55,1 % en 2018), en diminution par rapport à 1990 (56,3 %). La répartition détaillée en 2018 est la suivante : 
forêts (31,3 %), prairies (28,1 %), milieux à végétation arbustive et/ou herbacée (23,8 %), zones agricoles hétérogènes (14,9 %), zones urbanisées (1,9 %).

### Planification
La commune disposait en 2017 d'un plan local d'urbanisme en révision. Le zonage réglementaire et le règlement associé peuvent être consultés sur le Géoportail de l'urbanisme.

### Risques majeurs
Le territoire de la commune de Montrozier est vulnérable à différents aléas naturels : inondations, climatiques (hiver exceptionnel ou canicule), feux de forêts et séisme (sismicité faible).
Il est également exposé à un risque technologique, le transport de matières dangereuses, et à deux risques particuliers, les risques radon et minier,.

#### Risques naturels

Zones inondables de la commune de Montrozier.

Certaines parties du territoire communal sont susceptibles d’être affectées par le risque d’inondation par débordement de l'Aveyron. Les dernières grandes crues historiques, ayant touché plusieurs parties du département, remontent aux 3 et 4 décembre 2003 (dans le bassin du Lot, de l'Aveyron, du Viaur et du Tarn) et au 28 novembre 2014 (bassins de la Sorgues et du Dourdou). Ce risque est pris en compte dans l'aménagement du territoire de la commune par le biais du Plan de prévention du risque inondation (PPRI) Aveyron amont, approuvé le 24 novembre 2017.
Le Plan départemental de protection des forêts contre les incendies découpe le département de l’Aveyron en sept « bassins de risque » et définit une sensibilité des communes à l’aléa feux de forêt (de faible à très forte). La commune est classée en sensibilité forte.
Les mouvements de terrains susceptibles de se produire sur la commune sont soit des mouvements liés au retrait-gonflement des argiles, soit des effondrements liés à des cavités souterraines. Le phénomène de retrait-gonflement des argiles est la conséquence d'un changement d'humidité des sols argileux. Les argiles sont capables de fixer l'eau disponible mais aussi de la perdre en se rétractant en cas de sécheresse. Ce phénomène peut provoquer des dégâts très importants sur les constructions (fissures, déformations des ouvertures) pouvant rendre inhabitables certains locaux. La carte de zonage de cet aléa peut être consultée sur le site de l'observatoire national des risques naturels Géorisques. Une autre carte permet de prendre connaissance des cavités souterraines localisées sur la commune,.

#### Risques technologiques
Le risque de transport de matières dangereuses sur la commune est lié à sa traversée par une route à fort trafic et une ligne de chemin de fer. Un accident se produisant sur de telles infrastructures est en effet susceptible d’avoir des effets graves au bâti ou aux personnes jusqu’à 350 m, selon la nature du matériau transporté. Des dispositions d’urbanisme peuvent être préconisées en conséquence.

#### Risques particuliers
La commune est concernée par le risque minier, principalement lié à l'évolution des cavités souterraines laissées à l'abandon et sans entretien après l'exploitation des mines.
Dans plusieurs parties du territoire national, le radon, accumulé dans certains logements ou autres locaux, peut constituer une source significative d’exposition de la population aux rayonnements ionisants. Toutes les communes du département sont concernées par le risque radon à un niveau plus ou moins élevé. Selon le dossier départemental des risques majeurs du département établi en 2013, la commune de Montrozier est classée à risque moyen à élevé. Un décret du 4 juin 2018 a modifié la terminologie du zonage définie dans le code de la santé publique et a été complété par un arrêté du 27 juin 2018 portant délimitation des zones à potentiel radon du territoire français. La commune est désormais en zone 3, à savoir zone à potentiel radon significatif.

## Histoire
Les plus anciennes installations humaines sur la commune sont documentées sur le gisement préhistorique de Roquemissou, situé au pied d'une falaise en bordure de l'Aveyron. Ce site a fait l'objet de premières fouilles entre 1984 et 1989 par Gaston-Bernard Arnal dans une partie des vestiges est exposée au Musée Archéologique Départemental, dans le village même. De nouvelles fouilles sont conduites depuis 2012 par Thomas Perrin, qui permettent de fortement renouveler nos connaissances.

Les premières traces de présence humaine remontent au Paléolithique final, avec des vestiges attribués à l'Azilien autour de 11500 ans avant notre ère. Des occupations un peu plus récentes, sans doute vers 10000 ans avant notre ère, du Laborien sont également présentes. Le Mésolithique y est très bien représenté avec de nombreuses occupations aux huitièmes et septième millénaires (Sauveterrien). Il faut attendre les environs de 5000 ans avant notre ère pour voir apparaître les tout premiers agriculteurs-éleveurs (Néolithique ancien). Au troisième millénaire (Néolithique final), c'est probablement tout un village qui était présent à cet endroit, même s'il n'en reste que de rares vestiges. Des maisons dont la base des murs étaient en pierres se plaçaient en bas de la falaise, tandis qu'une partie des morts étaient déposés dans des grottes sépulcrales dans la partie haute. Cet habitat attribué à la culture des Treilles a probablement connu une fin tragique par l'effondrement sur les maisons même d'une partie du surplomb de la falaise, entraînant l'abandon du site.

## Politique et administration

### Découpage territorial
La commune de Montrozier est membre de la communauté de communes Comtal Lot et Truyère, un établissement public de coopération intercommunale (EPCI) à fiscalité propre créé le 1er janvier 2017 dont le siège est à Espalion. Ce dernier est par ailleurs membre d'autres groupements intercommunaux.
Sur le plan administratif, elle est rattachée à l'arrondissement de Rodez, au département de l'Aveyron et à la région Occitanie. Sur le plan électoral, elle dépend du  canton du Causse-Comtal pour l'élection des conseillers départementaux, depuis le redécoupage cantonal de 2014 entré en vigueur en 2015, et de la première circonscription de l'Aveyron  pour les élections législatives, depuis le dernier découpage électoral de 2010.

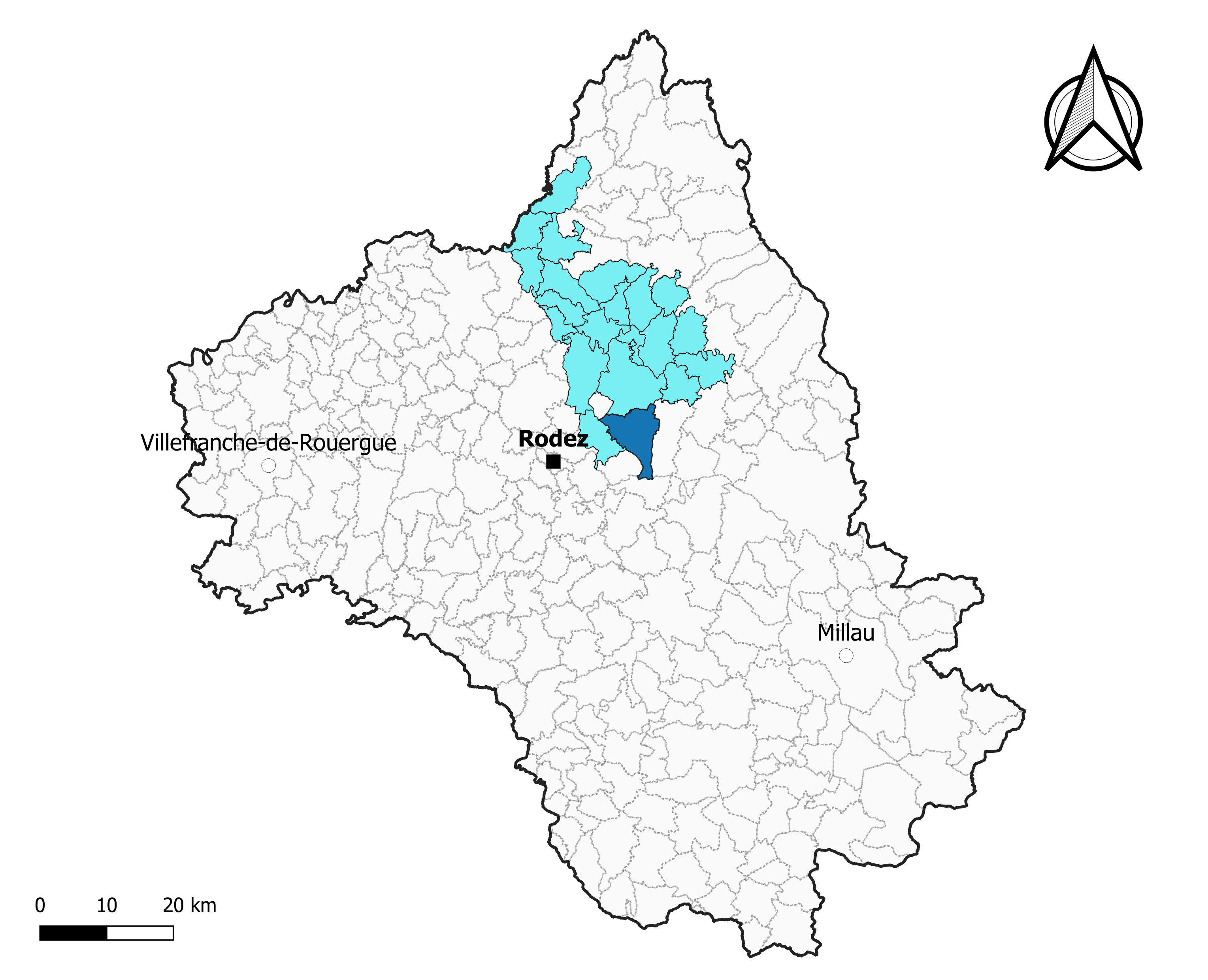
Montrozier dans l'intercommunalité en 2020.
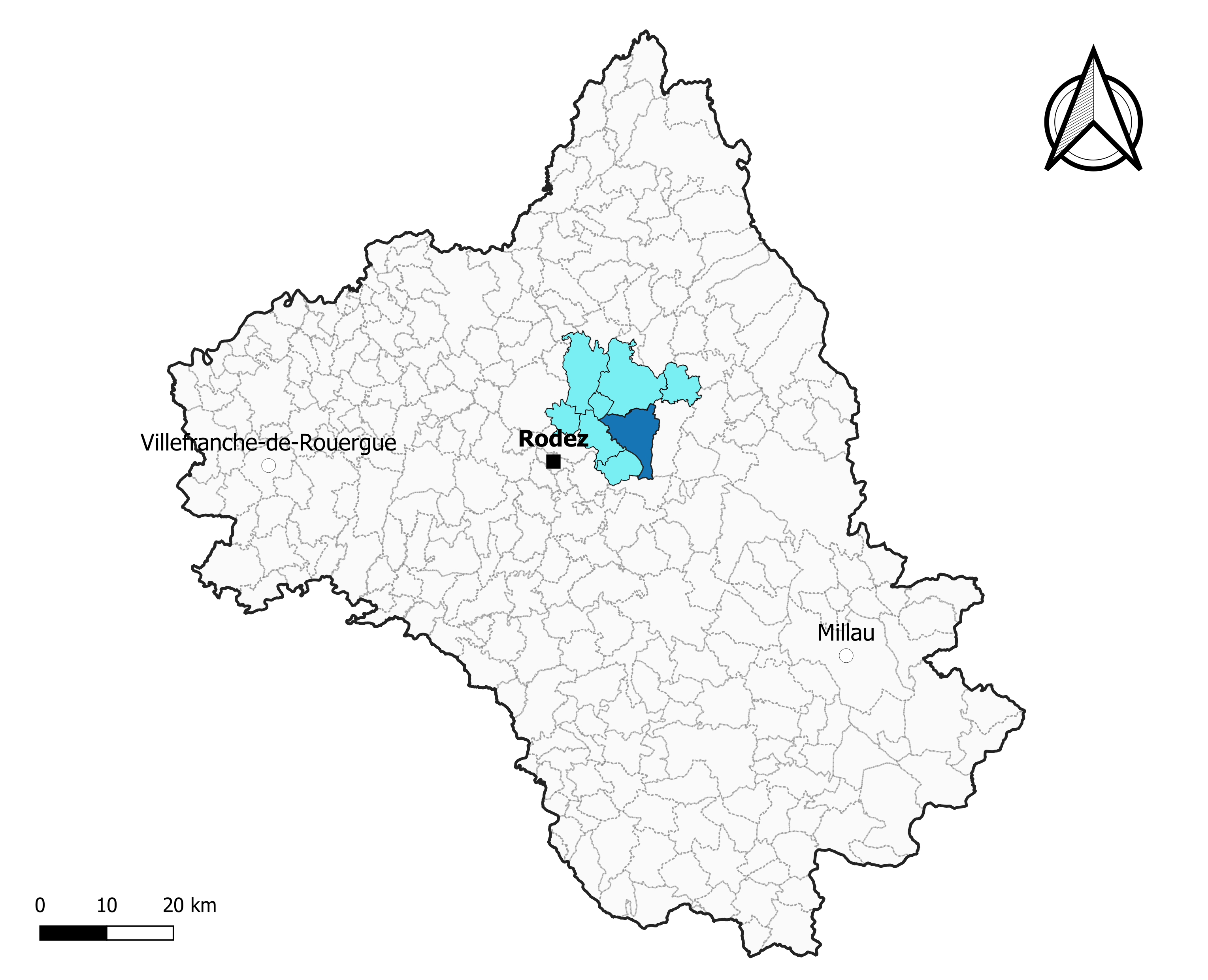
Montrozier dans le canton du Causse-Comtal en 2020.
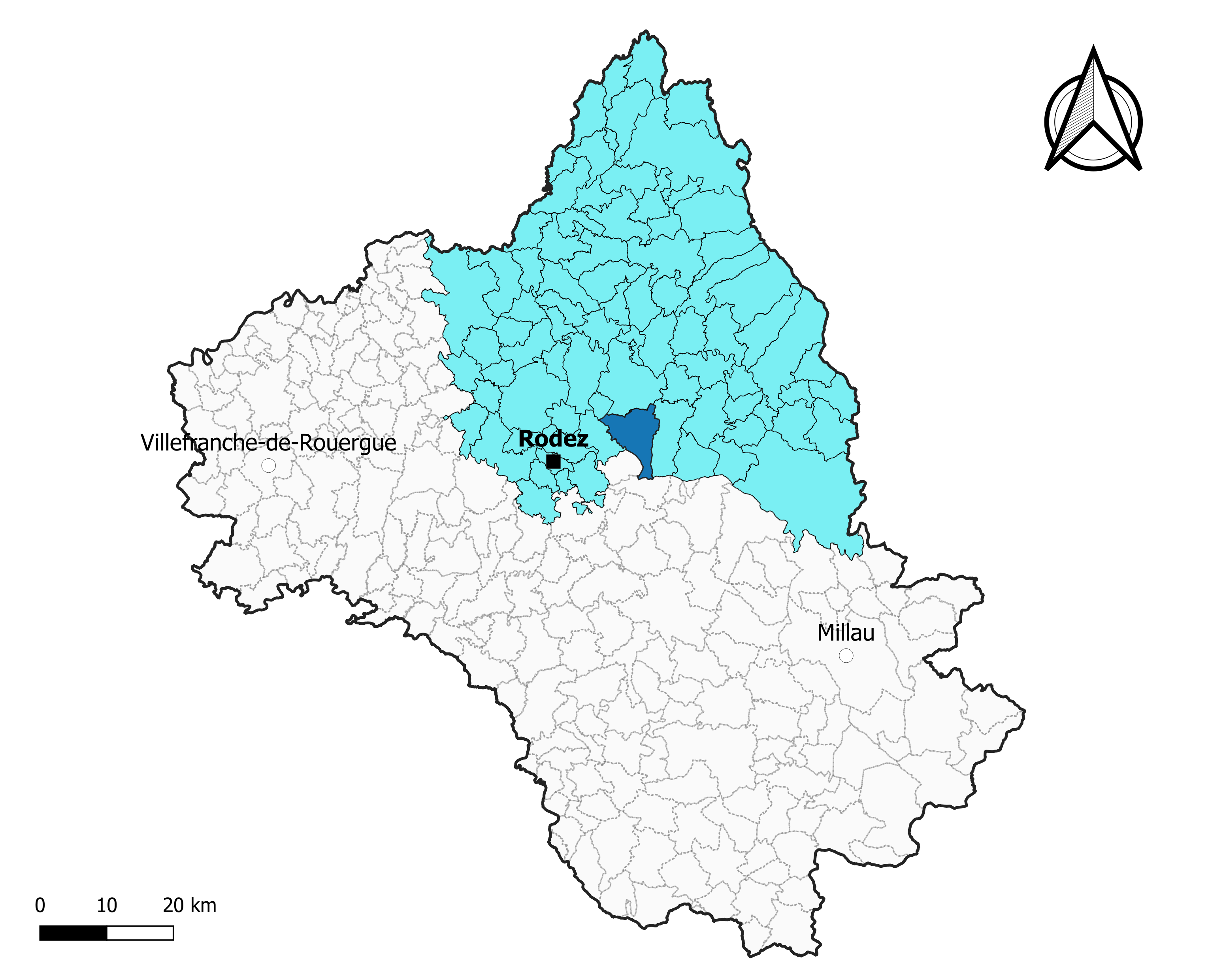
Montrozier dans l'arrondissement de Rodez en 2020.

### Élections municipales et communautaires

#### Élections de 2020
| Tête de liste   | Suffrages | Pourcentage | CM | CC |
| --------------- | --------- | ----------- | -- | -- |
| Laurent Gaffard | 495       | 62,89 %     | 16 | 2  |
| Benoît Rascalou | 292       | 37,1 %      | 3  | 1  |

Le conseil municipal de Montrozier, commune de plus de 1 000 habitants, est élu au scrutin proportionnel de liste à deux tours (sans aucune modification possible de la liste), pour un mandat de six ans renouvelable. Compte tenu de la population communale, le nombre de sièges à pourvoir lors des élections municipales de 2020 est de 19. Les dix-neuf conseillers municipaux sont élus au premier tour avec un taux de participation de 58,64 %, se répartissant en seize issus de la liste conduite par Laurent Gaffard et trois issus de celle de Benoît Rascalou.
Laurent Gaffard est élu nouveau maire de la commune le 25 mai 2020.
Les trois sièges attribués à la commune au sein du conseil communautaire de la communauté de communes Comtal Lot et Truyère se répartissent en : liste de Laurent Gaffard (2) et liste de Benoît Rascalou (1).

#### Liste des maires
La mairie est aujourd'hui située à Gages.
| Période                                  | Période  | Identité           | Étiquette | Qualité                                 |
| ---------------------------------------- | -------- | ------------------ | --------- | --------------------------------------- |
| 1874                                     | 1884     | Auguste Causse     |           |                                         |
| 1884                                     | 1886     | Amans Bonnet       |           |                                         |
| 1886                                     | 1888     | Henry Verdeille    |           |                                         |
| 1888                                     | 1892     | Pierre Trémolieres |           |                                         |
| 1892                                     | 1896     | Henry Verdeille    |           |                                         |
| 1896                                     | 1929     | Georges Causse     |           |                                         |
| 1929                                     | 1942     | Charles Chibaydel  |           |                                         |
| 1942                                     | 1944     | Damien Rames       |           |                                         |
| 1944                                     | 1945     | Charles Chibaydel  |           |                                         |
| 1945                                     | 1959     | Gabriel Bel        |           |                                         |
| 1959                                     | 1973     | Marcel Mathou      |           | Chef d'entreprise                       |
| 1973                                     | 1977     | Jacques Nespoulous |           | Agriculteur                             |
| 1977                                     | 1986     | Jean-Claude Pouget |           | Enseignant                              |
| 1986                                     | 1995     | Michel Loubeyre    |           | Employé DDT                             |
| 1995                                     | 2010     | Didier Michonska   |           | Ingénieur                               |
| 2010                                     | 2020     | Christophe Méry    |           | Ingénieur                               |
| 2020                                     | En cours | Laurent Gaffard    |           | Directeur centre d'affaires entreprises |
| Les données manquantes sont à compléter. |          |                    |           |                                         |

## Démographie
L'évolution du nombre d'habitants est connue à travers les recensements de la population effectués dans la commune depuis 1800. Pour les communes de moins de 10 000 habitants, une enquête de recensement portant sur toute la population est réalisée tous les cinq ans, les populations de référence des années intermédiaires étant quant à elles estimées par interpolation ou extrapolation. Pour la commune, le premier recensement exhaustif entrant dans le cadre du nouveau dispositif a été réalisé en 2004.

En 2022, la commune comptait 1 748 habitants, en évolution de +9,32 % par rapport à 2016 (Aveyron : +0,37 %, France hors Mayotte : +2,11 %).
| 1800  | 1806  | 1821  | 1831  | 1836  | 1841  | 1846  | 1851  | 1856  |
| ----- | ----- | ----- | ----- | ----- | ----- | ----- | ----- | ----- |
| 1 101 | 1 081 | 1 250 | 1 218 | 1 067 | 1 134 | 1 219 | 1 223 | 1 258 |

| 1861  | 1866  | 1872  | 1876  | 1881  | 1886  | 1891  | 1896  | 1901  |
| ----- | ----- | ----- | ----- | ----- | ----- | ----- | ----- | ----- |
| 1 256 | 1 304 | 1 286 | 1 500 | 1 343 | 1 299 | 1 222 | 1 155 | 1 092 |

| 1906  | 1911  | 1921  | 1926  | 1931  | 1936 | 1946 | 1954 | 1962  |
| ----- | ----- | ----- | ----- | ----- | ---- | ---- | ---- | ----- |
| 1 112 | 1 210 | 1 280 | 1 233 | 1 057 | 958  | 983  | 985  | 1 032 |

| 1968 | 1975 | 1982  | 1990  | 1999  | 2004  | 2006  | 2009  | 2014  |
| ---- | ---- | ----- | ----- | ----- | ----- | ----- | ----- | ----- |
| 942  | 946  | 1 081 | 1 210 | 1 279 | 1 358 | 1 377 | 1 432 | 1 542 |

| 2019  | 2022  | - | - | - | - | - | - | - |
| ----- | ----- | - | - | - | - | - | - | - |
| 1 693 | 1 748 | - | - | - | - | - | - | - |

## Économie

### Revenus
En 2018  (données Insee publiées en septembre 2021), la commune compte 675 ménages fiscaux, regroupant 1 718 personnes. La médiane du revenu disponible par unité de consommation est de 23 730 € (20 640 € dans le département).

### Emploi
| Division       | 2008  | 2013  | 2018  |
| -------------- | ----- | ----- | ----- |
| Commune        | 2,4 % | 5 %   | 4 %   |
| Département    | 5,4 % | 7,1 % | 7,1 % |
| France entière | 8,3 % | 10 %  | 10 %  |

En 2018, la population âgée de 15 à 64 ans s'élève à 995 personnes, parmi lesquelles on compte 79,7 % d'actifs (75,6 % ayant un emploi et 4 % de chômeurs) et 20,3 % d'inactifs,. Depuis 2008, le taux de chômage communal (au sens du recensement) des 15-64 ans est inférieur à celui de la France et du département.
La commune fait partie de la couronne de l'aire d'attraction de Rodez, du fait qu'au moins 15 % des actifs travaillent dans le pôle,. Elle compte 271 emplois en 2018, contre 292 en 2013 et 286 en 2008. Le nombre d'actifs ayant un emploi résidant dans la commune est de 765, soit un indicateur de concentration d'emploi de 35,5 % et un taux d'activité parmi les 15 ans ou plus de 61,7 %.
Sur ces 765 actifs de 15 ans ou plus ayant un emploi, 121 travaillent dans la commune, soit 16 % des habitants. Pour se rendre au travail, 91,3 % des habitants utilisent un véhicule personnel ou de fonction à quatre roues, 0,4 % les transports en commun, 4 % s'y rendent en deux-roues, à vélo ou à pied et 4,4 % n'ont pas besoin de transport (travail au domicile).

### Activités hors agriculture

#### Secteurs d'activités
111 établissements sont implantés  à Montrozier au 31 décembre 2019. Le tableau ci-dessous en détaille le nombre par secteur d'activité et compare les ratios avec ceux du département,.
| Secteur d'activité                                                                                        | Commune | Commune | Département |
| Secteur d'activité                                                                                        | Nombre  | %       | %           |
| --- | ------- | ------- | ----------- |
| Ensemble                                                                                                  | 111     |         |             |
| Industrie manufacturière, industries extractives et autres                                                | 14      | 12,6 %  | (17,7 %)    |
| Construction                                                                                              | 23      | 20,7 %  | (13 %)      |
| Commerce de gros et de détail, transports, hébergement et restauration                                    | 23      | 20,7 %  | (27,5 %)    |
| Activités financières et d'assurance                                                                      | 4       | 3,6 %   | (3,4 %)     |
| Activités immobilières                                                                                    | 1       | 0,9 %   | (4,2 %)     |
| Activités spécialisées, scientifiques et techniques et activités de services administratifs et de soutien | 17      | 15,3 %  | (12,4 %)    |
| Administration publique, enseignement, santé humaine et action sociale                                    | 17      | 15,3 %  | (12,7 %)    |
| Autres activités de services                                                                              | 12      | 10,8 %  | (7,8 %)     |

Le secteur du commerce de gros et de détail, des transports, de l'hébergement et de la restauration est prépondérant sur la commune puisqu'il représente 20,7 % du nombre total d'établissements de la commune (23 sur les 111 entreprises implantées  à Montrozier), contre 27,5 % au niveau départemental.

#### Entreprises
Les deux entreprises ayant leur siège social sur le territoire communal qui génèrent le plus de chiffre d'affaires en 2020 sont : 
- SARL As So El, autres travaux d'installation n.c.a. (62 k€) ;
- LN, activités des sociétés holding (6 k€).

### Agriculture
La commune est dans les Grands Causses, une petite région agricole occupant le sud-est du département de l'Aveyron. En 2020, l'orientation technico-économique de l'agriculture  sur la commune est l'élevage d'équidés et/ou d' autres herbivores.
|               | 1988  | 2000  | 2010  | 2020  |
| ------------- | ----- | ----- | ----- | ----- |
| Exploitations | 57    | 37    | 33    | 28    |
| SAU (ha)      | 2 786 | 2 468 | 2 413 | 2 479 |

Le nombre d'exploitations agricoles en activité et ayant leur siège dans la commune est passé de 57 lors du recensement agricole de 1988  à 37 en 2000 puis à 33 en 2010 et enfin à 28 en 2020, soit une baisse de 51 % en 32 ans. Le même mouvement est observé à l'échelle du département qui a perdu pendant cette période 51 % de ses exploitations,. La surface agricole utilisée sur la commune a également diminué, passant de 2 786 ha en 1988 à 2 479 ha en 2020. Parallèlement la surface agricole utilisée moyenne par exploitation a augmenté, passant de 49 à 89 ha.

## Culture locale et patrimoine

### Les églises
- Église Sainte-Foy de Montrozier.
- Église Sainte-Foy de Trebosc.
- Église de l'Assomption de Grioudas.
- Église Saints-Gervais-et-Protais de Gages-le-Haut.

### Château

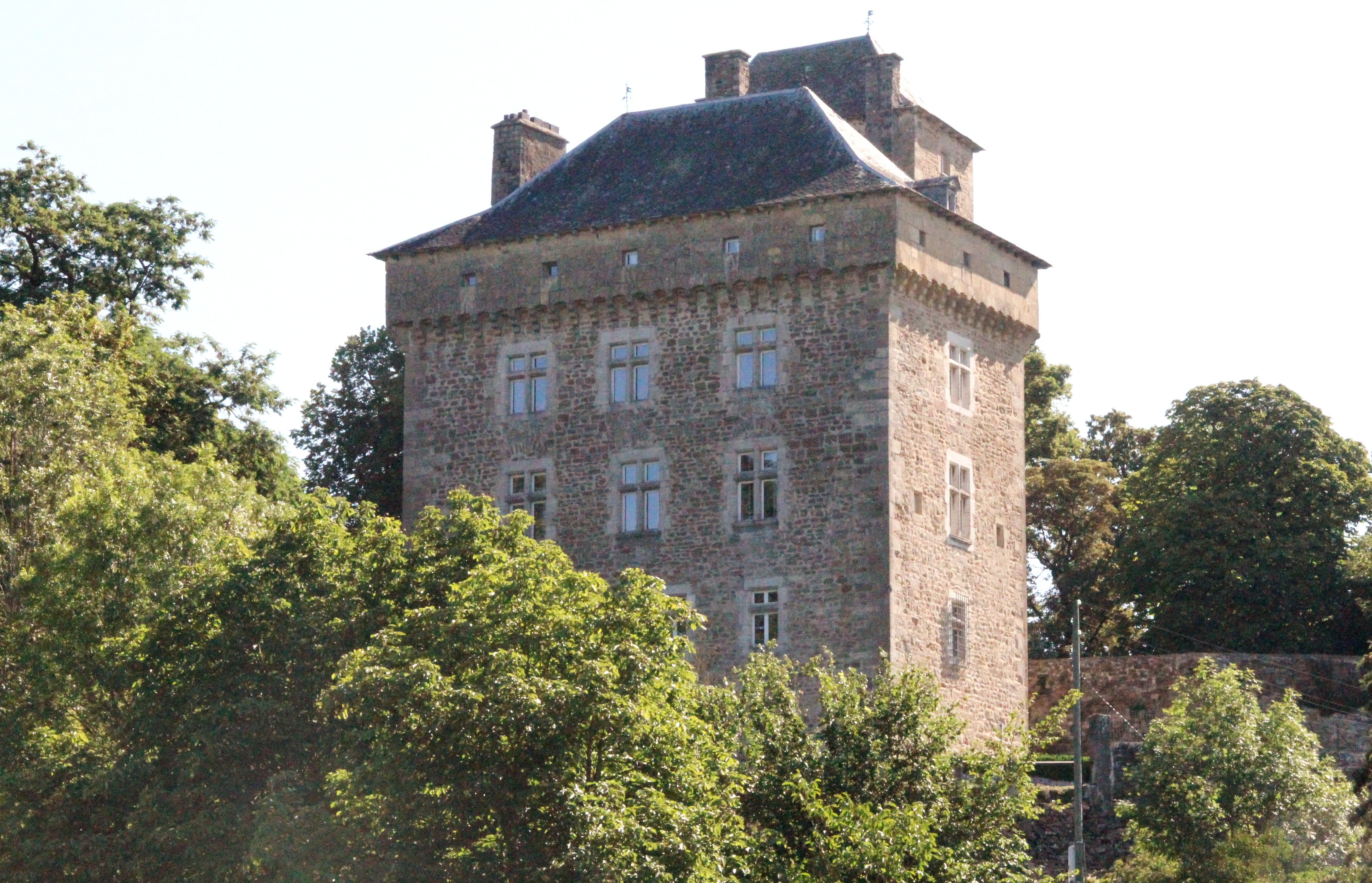
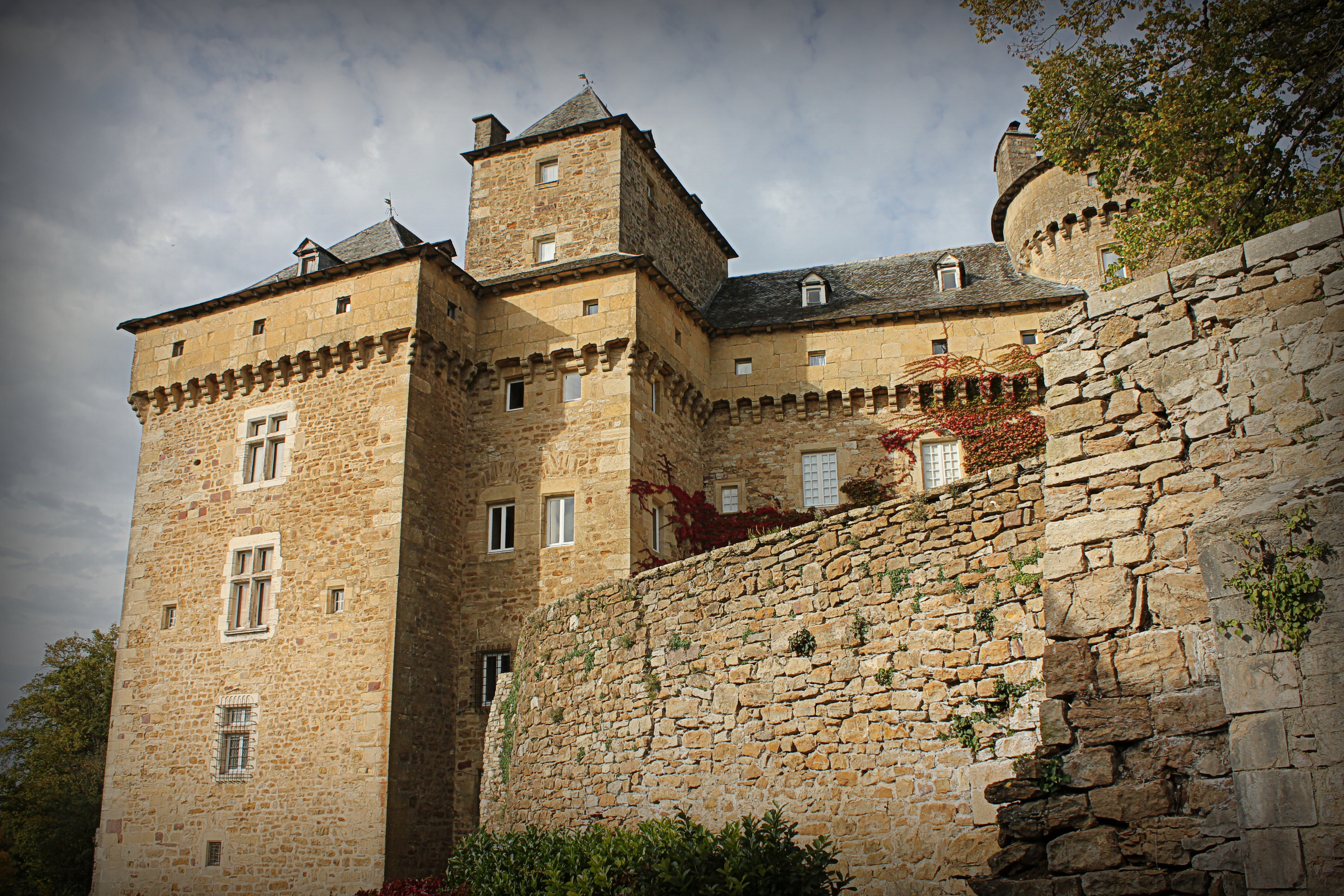

Inscrit MH (1976)

### Pont sur l'Aveyron
Inscrit MH (1944)

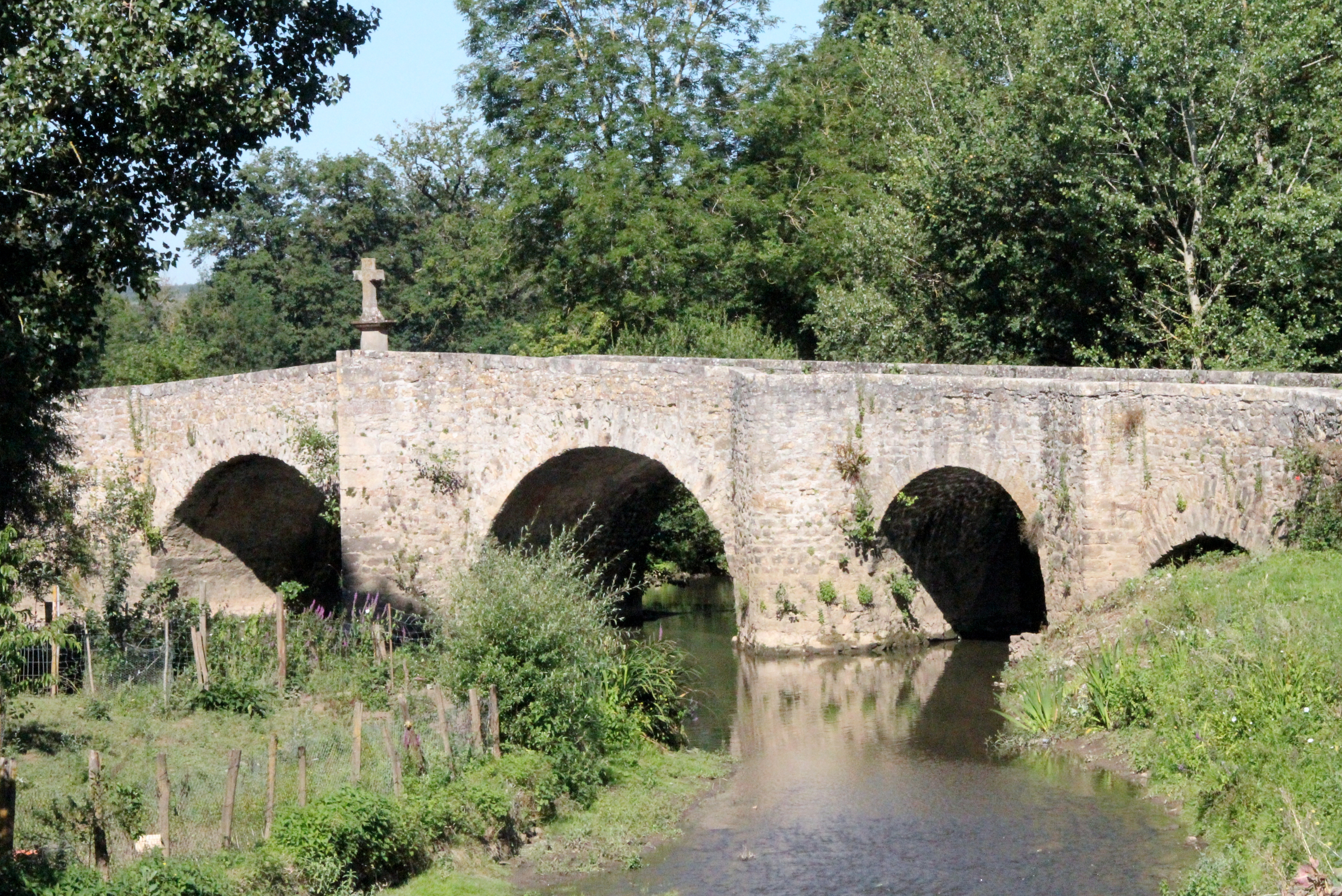
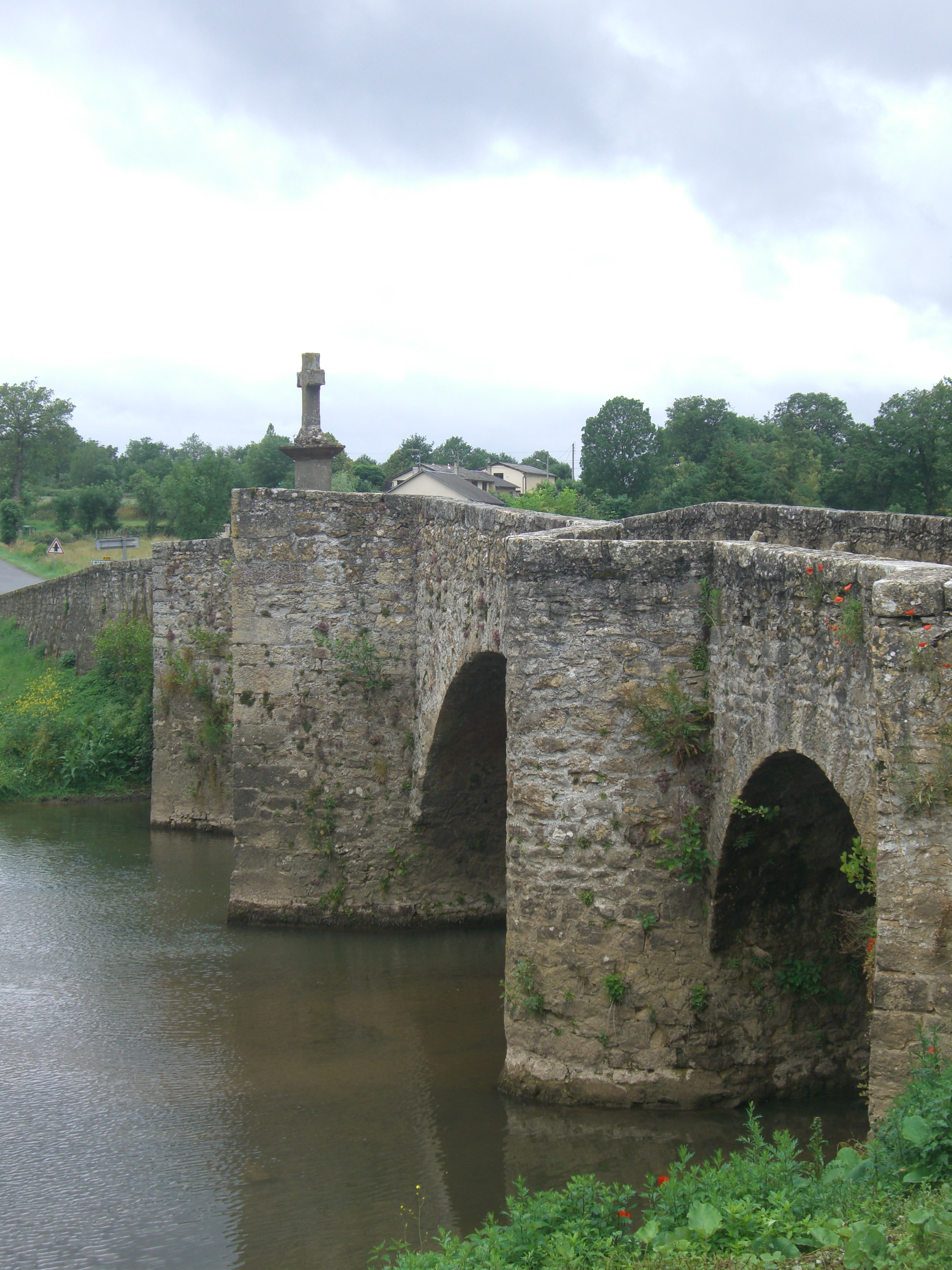
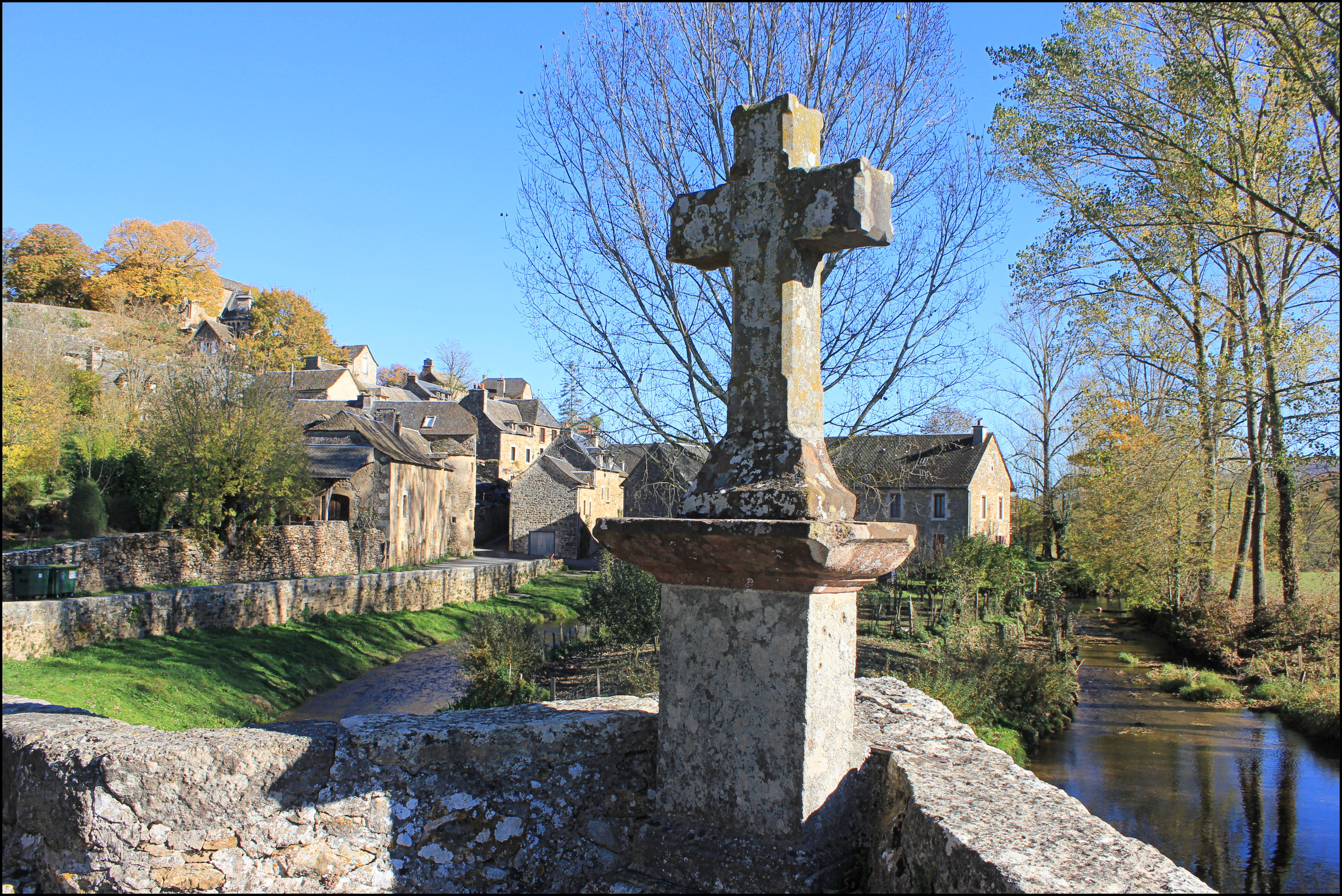
Croix monumentale.

### Divers
- Présence d'un moulin à eau sur l'Aveyron (le moulin est habité).
- Musée archéologique dans le haut de village.
- Parcs zoologiques : Le Jardin des Bêtes et le Saint Hubert.

### Personnalités liées à la commune
- Marie Colrat, née et élevée au château de Montrozier. Elle épouse en novembre 1887 Maurice Fenaille qui rachète le château familial de Montrozier pour lui offrir en cadeau de mariage.
- Alain Marc[65], né à Albi en 1947, carnettiste, peintre et aquarelliste. A notamment publié un ouvrage illustré d'aquarelles intitulé Aveyron, carnet de routes. Habite la commune.